# HD 118203
HD 118203 は、地球からおおぐま座の方向へ約300光年離れた位置にある8等級の恒星である。2024年10月の時点で、周囲を公転する2個の太陽系外惑星が発見されている。G0V 型のスペクトル分類を持つG型主系列星であり、質量は太陽の約1.2倍、半径は約2倍程度である。形成から約54億年が経過していると考えられ、金属量が 0.27 と大きく、これは HD 118203 がヘリウムよりも重い重元素を太陽の約1.86倍も含んでいることを示している。

## 惑星系
2004年から2005年にかけてジュネーブ天文台などで観測を行った研究チームによるドップラー分光法での主星の視線速度観測から、2005年に周囲を公転する太陽系外惑星 HD 118203 b の発見が公表された。この惑星は木星の約2.1倍の質量を持ち、主星からわずか 0.07 au 離れた軌道を約6.1日の公転周期で公転しているホット・ジュピターである。2020年に TESS による観測から、HD 118203 b が主星の手前を通過（トランジット）することが判明し、これにより木星よりやや大きい程度の半径を持つことが明らかになった。2024年には、主星 HD 118203 が惑星 HD 118203 b の公転周期に近い周期でわずかに変光していることが判明し、両者の間には磁気的な相互作用が生じている可能性が示唆されている。
また、2024年8月には主星の視線速度観測とヒッパルコス衛星およびガイア計画によるアストロメトリ（位置天文学）観測結果から、HD 118203 b のさらに外側を公転している大質量の惑星 HD 118203 c が発見された。HD 118203 c は木星の約11倍の質量を持ち、主星の周りを太陽系における木星の公転周期に近い約14年かけて公転している。HD 118203 bと同様に、HD 118203 c も地球に対してほぼ真横を向けた軌道面となっており、両者の惑星はほぼ同一平面上に並んでいるとみられている。
| 名称 （恒星に近い順） | 質量             | 軌道長半径 （天文単位） | 公転周期 (日)         | 軌道離心率    | 軌道傾斜角     | 半径           |
| --------------------- | ---------------- | ----------------------- | --------------------- | ------------- | -------------- | -------------- |
| b (Staburags)         | 2.182 ± 0.033 MJ | 0.0701 ± 0.004          | 6.1349890 ± 0.0000013 | 0.301 ± 0.006 | 88.9+0.8 −1.0° | 1.12 ± 0.09 RJ |
| c                     | 11.1+1.3 −1.0 MJ | 6.20 ± 0.20             | 5070+240 −230         | 0.257 ± 0.034 | 95+15 −19°     | —              |

## 名称
2019年、世界中の全ての国または地域に1つの系外惑星系を命名する機会を提供する「IAU100 Name ExoWorldsプロジェクト」において、HD 118203 と HD 118203b はラトビア共和国に割り当てられる系外惑星系となった。このプロジェクトは、「国際天文学連合100周年事業」の一環として計画されたイベントの1つで、ラトビア国内での選考、国際天文学連合 (IAU) への提案を経て、太陽系外惑星とその母星に固有名が承認されるものであった。2019年12月17日、IAUから最終結果が公表され、HD 118203は Liesma 、HD 118203 bは Staburags と命名された。Liesma は、「炎」という意味で、ラトビアの詩人フリードリヒス・マールベルジスの詩 “Staburags un Liesma” の登場人物の名前でもある。Staburags は、やはり “Staburags un Liesma” の登場人物の名前で、ラトビアの文学、歴史において象徴的な意味を持つ岩を示す言葉でもある。